# Ангел Братанов
Ангел Несторов Братанов е български офицер, генерал-майор от ДС.

## Биография
Роден е на 1 януари 1925 година в семейството на обущаря Нестор Братанов, който между 1923 и 1925 година е секретар на ОК на БКП в Харманли. Ангел Братанов завършва прогимназия и гимназия в родния си град. Участва в заключителната фаза на Втората световна война. След войната завършва школата за запасни офицери „Христо Ботев“. Уволнява се от армията през 1945 година и става инструктор към ОК на РМС в Харманли. Става член на БКП от 1 октомври 1946 година. Същата година влиза във Висшето техническо училище в Русе със специалност „радио-инженерство“. През 1949 година училището е закрито и той довършва образованието си в Държавната политехника във Варна. От 1952 година е в редиците на Държавна сигурност като началник група в VI отдел. От 26 април до 20 юли 1953 е инспектор в същия отдел. От 20 юли 1953 г. е преназначен за заместник-началник на отдел II ст. на IV отдел. Остава на този пост до 7 август 1954 г., когато е преназначен на същата позиция в I отдел на IV управление (Оперативно-техническо). На 31 декември същата година е повишен в заместник-началник на отдел I ст. в същото управление. От 30 декември 1962 до 6 март 1969 г. е заместник-началник на отдел I ст. в IV отдел. В периода 6 март 1969 – 30 септември 1972 г. е заместник-началник на управление IV-ДС, а между 30 септември 1972 и 18 май 1978 г. е първи заместник-началник на управлението. От 18 май 1978 до 5 юли 1985 г. е началник на управление IV-ДС, което е Оперативно-техническо управление. Издига се до първи зам.-началник на обединеното Управление IV-ДС. Уволнен е на 1 юли 1990 година.

## Офицерски звания в системата на ДС
- лейтенант – от 2 октомври 1952
- старши лейтенант – 25 август 1954
- капитан – от 23 юли 1955
- майор – от 16 юли 1959
- подполковник – от 16 юли 1964
- полковник – от 20 август 1969
- генерал-майор – от 7 септември 1979[4]